# Niplaihkpo
Niplaihkpo är en klan i Liberia.   Den ligger i regionen Grand Kru County, i den sydöstra delen av landet, 290 km sydost om huvudstaden Monrovia.